# Allium thunbergii
Allium thunbergii là một loài thực vật có hoa trong họ Amaryllidaceae. Loài này được G.Don mô tả khoa học đầu tiên năm 1827.

## Hình ảnh

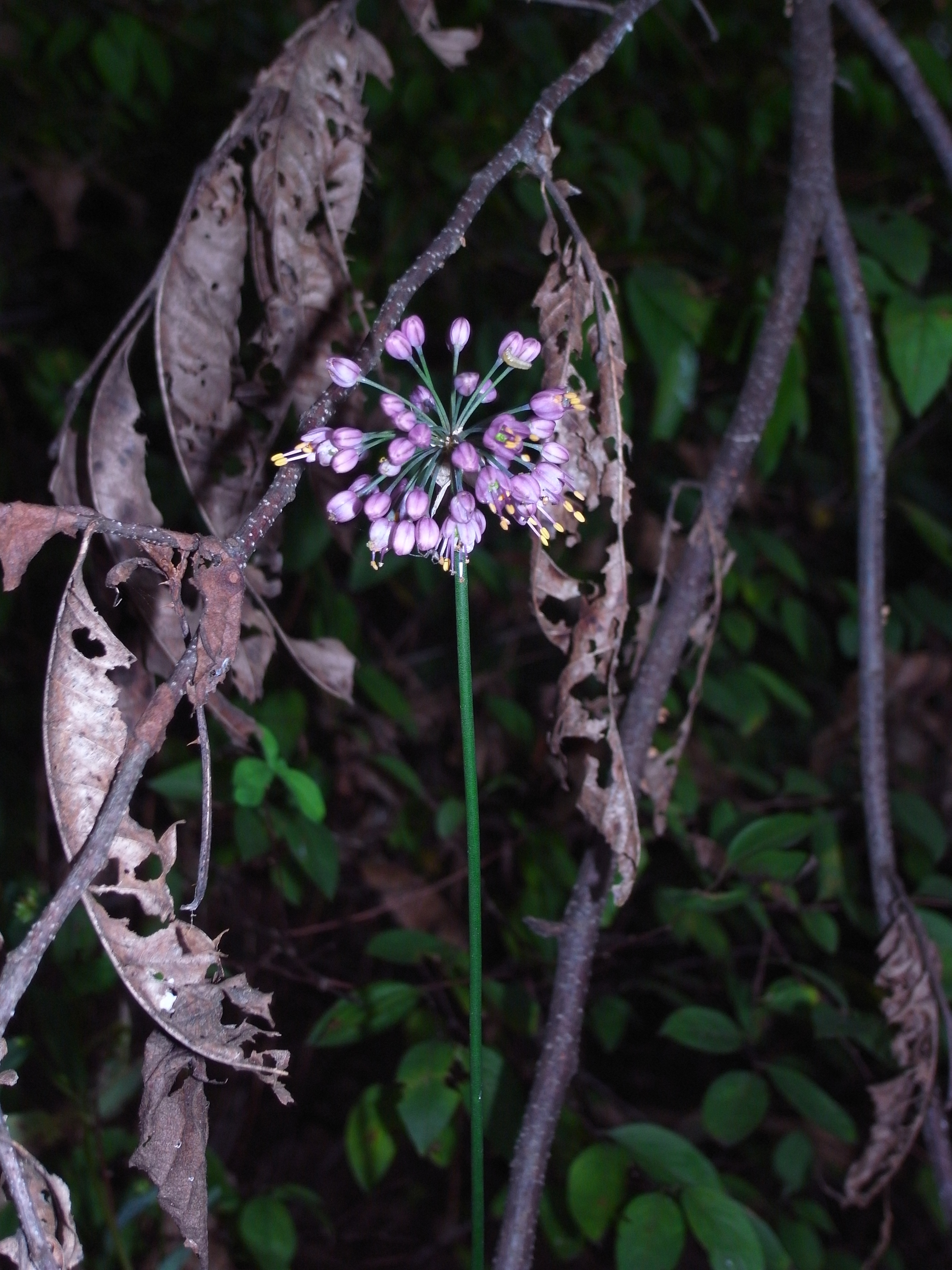
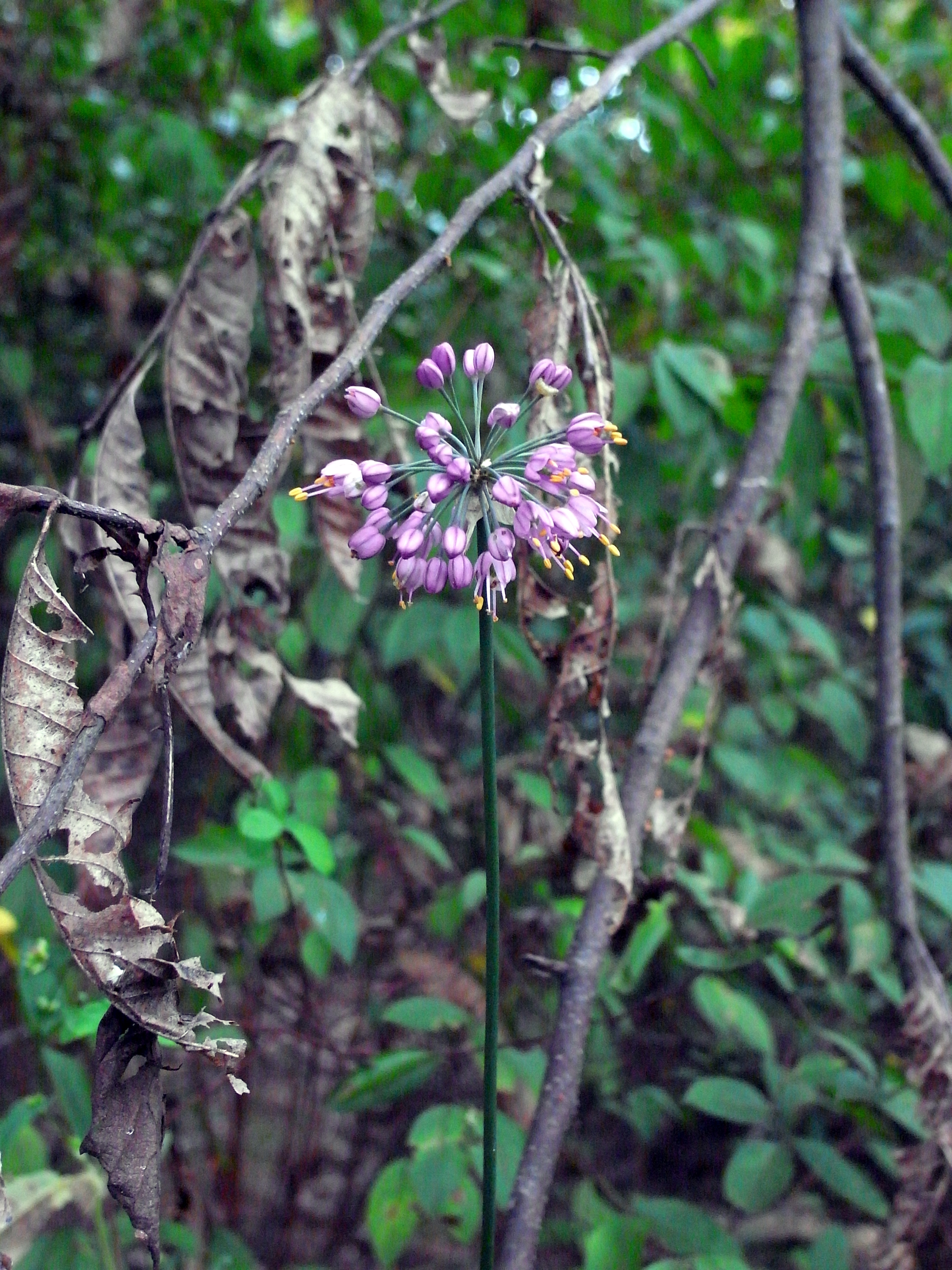
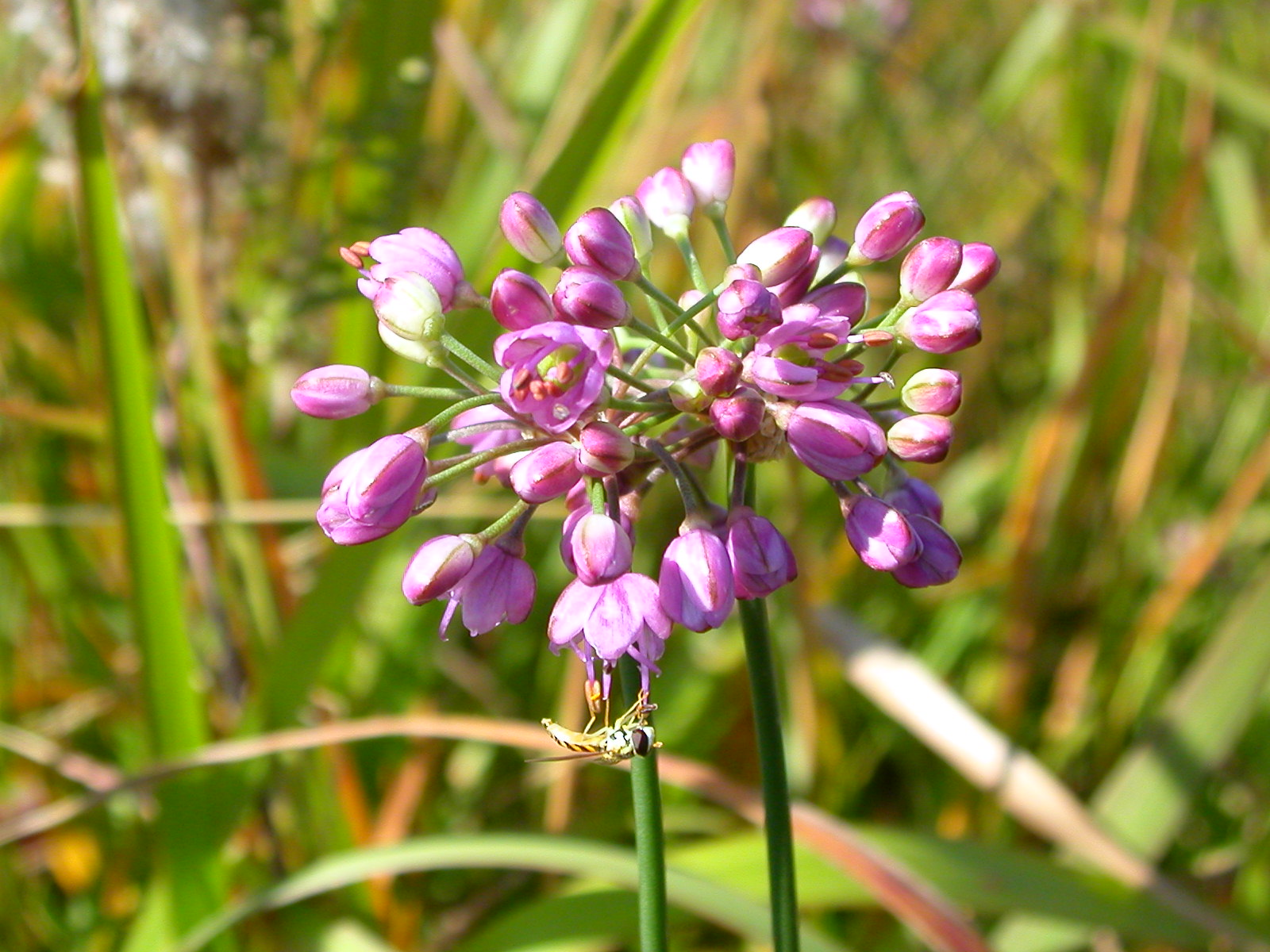
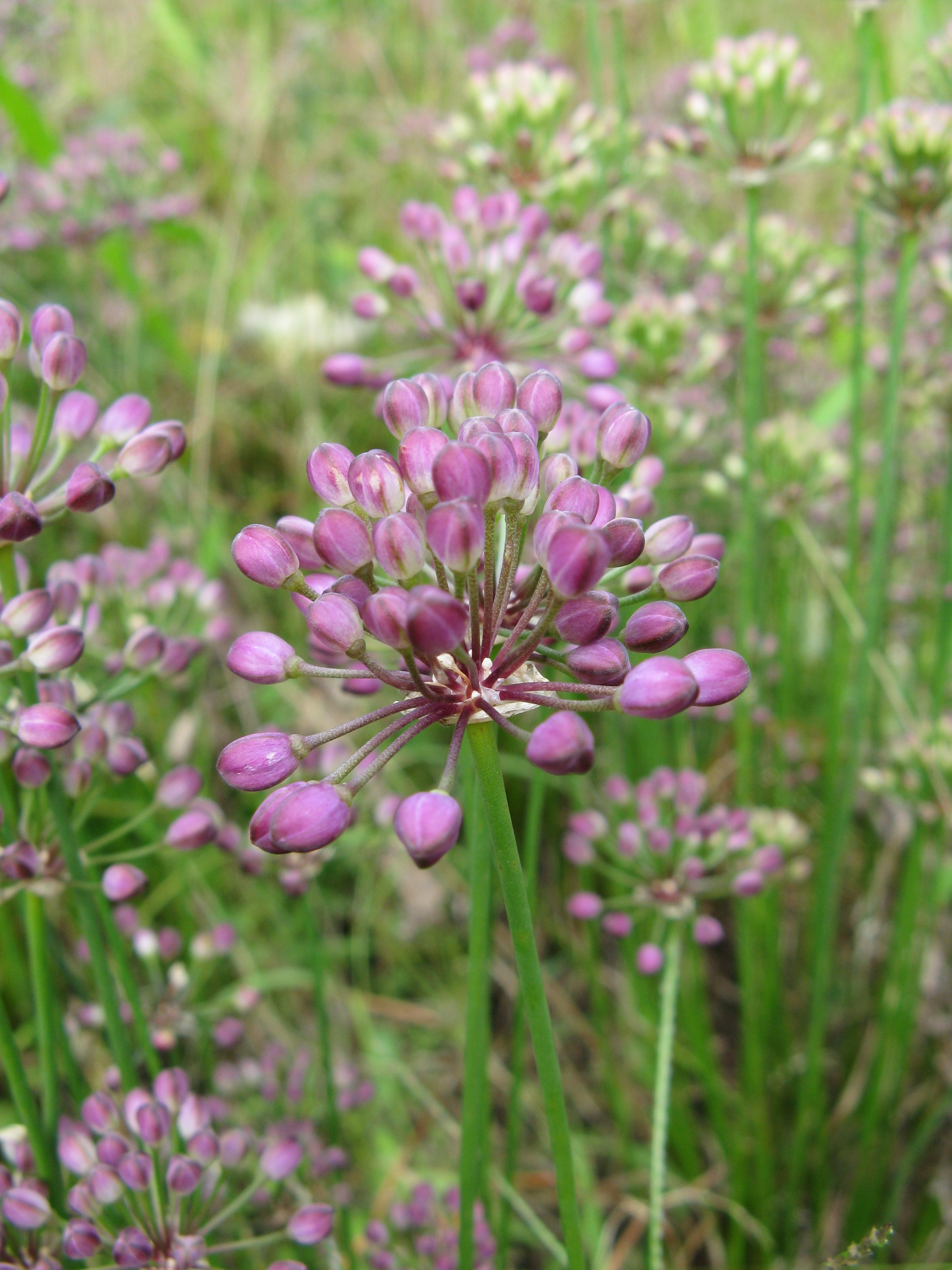